# Alexandre-Guillaume de Moissy

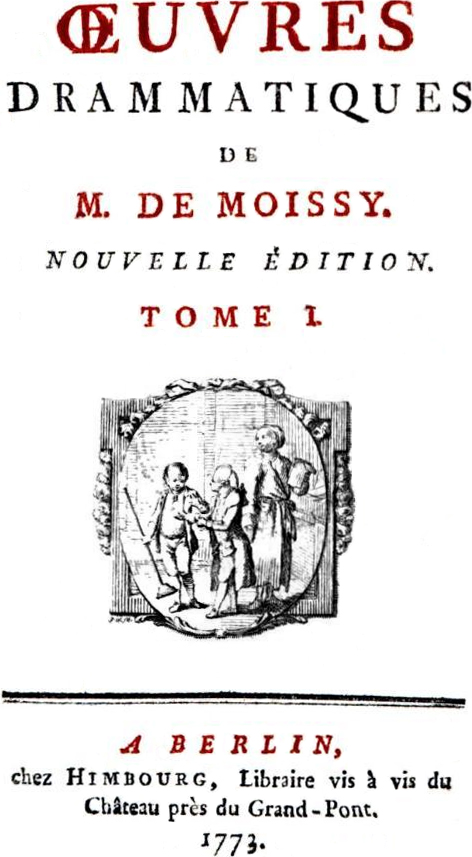
Œuvres de Moissy

Alexandre-Guillaume Mouslier de Moissy, né en 1712 à Paris où il est mort le 8 novembre 1777, est un écrivain et auteur dramatique français.

## Biographie
Il était garde du roi lorsque, à trente-huit ans, il s’avisa de suivre la carrière littéraire. Encouragé par le léger succès qu’avait obtenu sa première pièce, il en composa d’autres et fut loin d’être toujours aussi heureux.
Possédé de la passion du jeu, il tomba dans un état de gêne qu’il fut réduit à accepter en Russie, en 1772, la fonction de précepteur dans la maison Panin. De retour à Paris, il écrivit et joua de plus belle, se ruina une seconde fois, et mourut, dit-on, du chagrin d’avoir si mal employé son temps.
Vers la fin de sa vie, il se mit à travailler pour les troupes de société qui commençaient à se multiplier beaucoup. Grimm le jugeait bien inférieur à Carmontelle, et disait de ses drames qu’ils étaient « écrits dans le genre ennuyeux pour le progrès des bonnes mœurs et pour le dessèchement des lecteurs ».

## Œuvres
Théâtre
- Le Bienfait anonyme, ou le Faux Généreux, comédie en vers libres, Paris, Hôtel de Bourgogne, 10 décembre 1744
- Le Provincial à Paris ou le Pouvoir de l'amour et de la raison, comédie en 3 actes et en vers, Théâtre italien de Paris, 4 mai 1750
- Les Fausses Inconstances, comédie, Théâtre italien de Paris, 22 septembre 1750
- Le Valet maître, comédie en vers en 3 actes, Paris, Théâtre de la rue des Fossés Saint-Germain, 6 octobre 1751
- La Nouvelle École des femmes, comédie en 3 actes et en prose, Théâtre italien de Paris, 6 avril 1758
- L'Ennuyé, ou l'Embarras du choix, comédie en 3 actes et en prose, Paris, Hôtel de Bourgogne, 1er mars 1759
- L'Impromptu de l'amour, comédie en un acte et en prose, Théâtre italien de Paris, 19 novembre 1759
- Bélisaire, comédie héroïque en 5 actes et en prose, 1759
- Les Deux Frères, ou la Prévention vaincue, comédie en 5 actes en vers, Paris, Théâtre de la rue des Fossés Saint-Germain, 27 juillet 1768 Texte en ligne
- Œuvres de théâtre, 1768
- Le Vertueux mourant, drame en trois actes et en prose, 1770
- La Vraie Mère, drame didacti-comique en 3 actes et en prose, 1771

Proverbes dramatiques
- Les Jeux de la petite Thalie, ou nouveaux petits drames dialogués sur des proverbes, propres à former les mœurs des enfants et des jeunes personnes, depuis l'âge de cinq ans jusqu'à vingt, 1764
- École dramatique de l'homme, suite des Jeux de la petite Thalie, âge viril, depuis 20 ans jusqu'à 50, 1770

Varia
- Lettres galantes et morales du marquis de *** au comte de ****, 1757
- Vérités philosophiques, tirées des Nuits d'Young, et mises en vers libres sous differents titres relatifs aux sujets qui sont traités dans chaque article, 1770
- Petit Recueil de physique et de morale, à l'usage des dames, contenant : Le nouveau présent de noce ; Le pour et le contre de la vie humaine, 1771
- Essai sur l'éducation, poème, 1773 Texte en ligne
- La Nature philosophe, ou Dictionnaire de comparaisons et similitudes, agréables et instructives, adaptées aux sujets et aux mots de la langue française qui en sont susceptibles, enrichi d'un supplément de questions à résoudre, 1776